# Bathyaulax zonatus
Bathyaulax zonatus är en stekelart som beskrevs av Josef Fahringer 1931. Bathyaulax zonatus ingår i släktet Bathyaulax och familjen bracksteklar. Inga underarter finns listade.